# 1180
Високе Середньовіччя  •  Золота доба ісламу  •  Реконкіста  •  Хрестові походи  •  Київська Русь

## Геополітична ситуація
Візантію очолив Олексій II Комнін (до 1183). Фрідріх Барбаросса є імператором Священної Римської імперії (до 1190). Філіп II Август почав правити у Франції (до 1223).
Апеннінський півострів розділений: північ належить Священній Римській імперії, середню частину займає Папська область, більша частина півдня належить Сицилійському королівству. Деякі міста півночі: Венеція, Піза, Генуя тощо, мають статус міст-республік, частина з яких об'єднана Ломбардською лігою.
Південь Піренейського півострова в руках у маврів. Північну частину півострова займають християнські Кастилія, Леон (Астурія, Галісія), Наварра та Арагонське королівство (Арагон, Барселона). Королем Англії є Генріх II Плантагенет (до 1189), королем Данії — Вальдемар I Великий (до 1182).
У Києві княжить Святослав Всеволодович (до 1181). Ярослав Осмомисл княжить у Галичі (до 1187), Ярослав Всеволодович у Чернігові (до 1198), Всеволод Велике Гніздо у Володимирі-на-Клязмі (до 1212). Новгородська республіка та Володимиро-Суздальське князівство фактично відокремилися від Русі. У Польщі період роздробленості. На чолі королівства Угорщина стоїть Бела III (до 1196).
На Близькому Сході існують держави хрестоносців: Єрусалимське королівство, Антіохійське князівство, графство Триполі. Сельджуки окупували Персію та Малу Азію, в Єгипті та частині Сирії править династія Аюбідів, у Магрибі панують Альмохади, у Середній Азії правлять Караханіди та Каракитаї. Газневіди втримують частину Індії. У Китаї співіснують держава ханців, де править династія Сун, держава чжурчженів, де править династія Цзінь, та держава тангутів Західна Ся. На півдні Індії домінує Чола. В Японії триває період Хей'ан.

## Події
- Після смерті Мануїла I Комніна імператором Візантії, формально, став Олексій II Комнін при регентстві матері Марії.
- Як наслідок негараздів у Візантії після смерті імператора Сербія на чолі зі Стефаном Неманєю здобула незалежність.
- Помер король Франції Людовик VII. Його син Філіп II Август, коронований минулого року, розпочав своє правління.
- Імператор Священної Римської імперії Фрідріх Барбаросса позбавив Генріха Лева більшості його володінь. Баварію отримали Віттельсбахи. Саксонію отримали Асканії.
- У Норвегії Сверрір Сігурдссон завдав поразки королю Магнусу V.
- Король Єрусалиму Балдуїн IV та султан Єгипту й Сирії Салах ад-Дін уклали угоду, що передбачала недоторканість купців, однак, Рено де Шатільйон порушив її, напавши на мусульманський караван.
- Салах ад-Дін уклав союз з румським султаном Килич-Арсланом II.
- У Японії розпочалася війна Мінамото і Тайра.
- Маймонід написав Мішне Тора.

## Народились
- 6 серпня — Імператор Ґо-Тоба.